# İşkembe çorbası

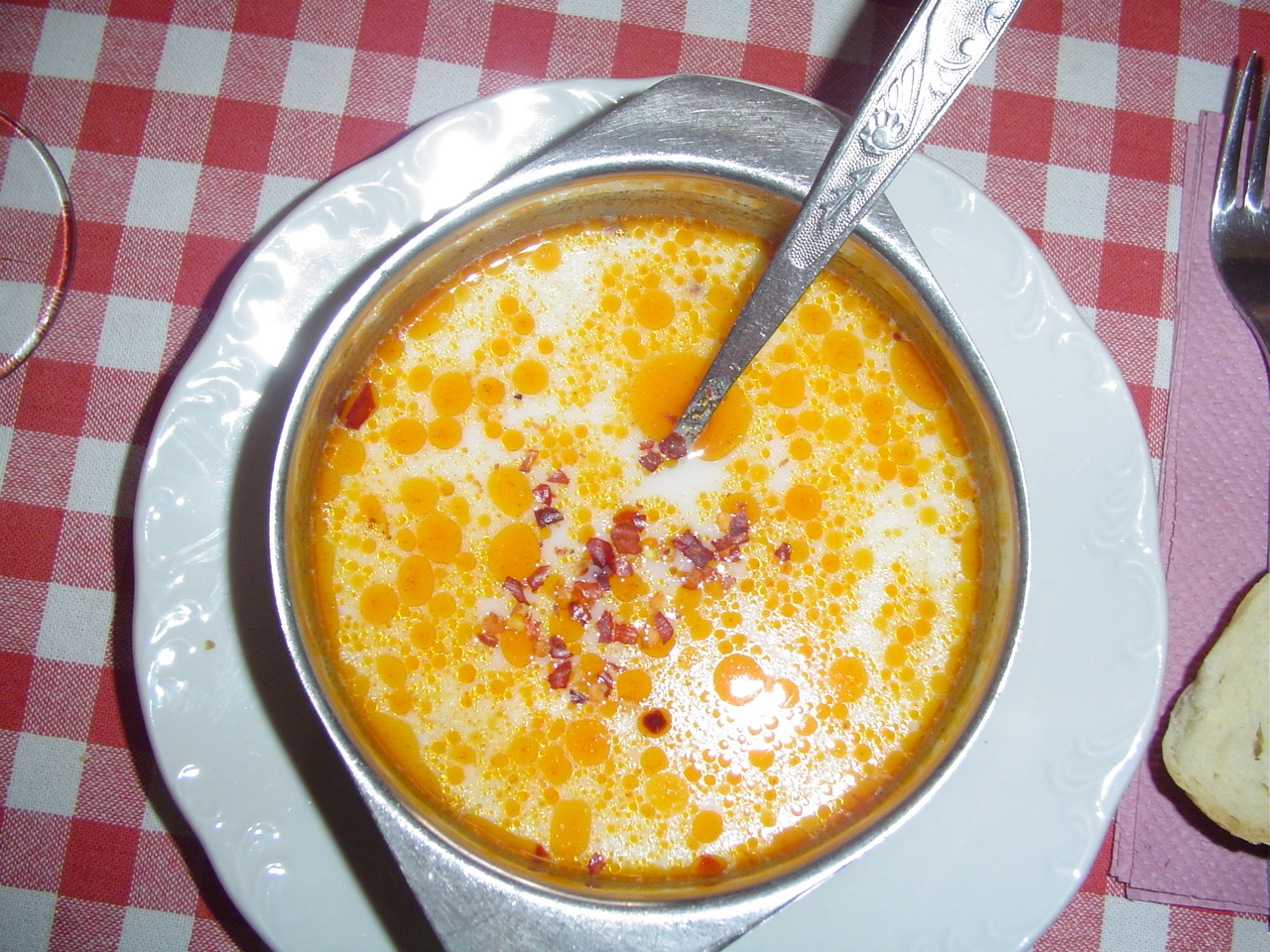
Schkembe chorba.

İşkembe çorbası (del turco işkembe: tripa y çorba: sopa; en búlgaro шкембе чорба, transliterado como Škembe čorba o Shkembe chorba) es una sopa (Çorba, chorba) elaborada con tripas típica de la cocina turca y de las cocinas balcánicas. En su elaboración se utilizan principalmente callos de oveja o res (en los Balcanes cerdo y leche también), además de algunas especias. Se suele añadir al servir la sopa un poco de ajo, vinagre y chiles y jugo de limón para que proporcione un cierto sabor ácido. Es conocida como un remedio contra la resaca.

## Nombre
İşkembe significa en idioma turco 'tripa' o 'barriga' y çorba significa sopa. Ambas palabras son de origen persa.

## Variantes

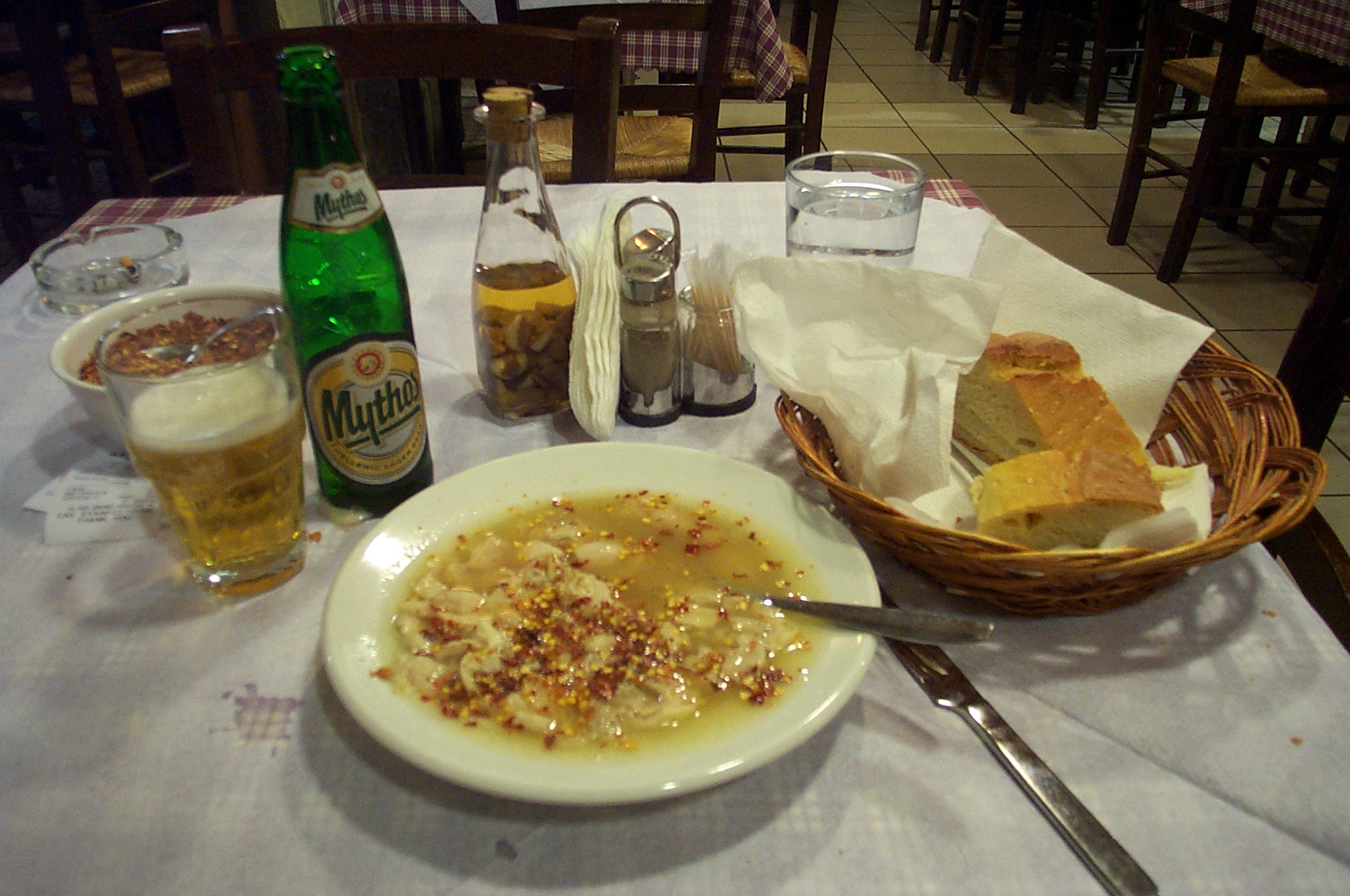
Una sopa Patsás (griego: πατσάς).

La versión búlgara de la sopa se denomina Shkembe chorba y es bastante diferente. La variante griega es denominada patsás (πατσάς), de la palabra turca paça 'puño' o 'pie'. (Pensando que skempés {σκεμπές}, procedente del idioma turco işkembe; 'tripa' se emplea por igual.) La versión griega emplea asaduras de la cabra o de la oveja, con o sin las manos del cerdo; puede estar aliñada con limón y ajo y espesada con avgolemono. La variante rumana posee como nombre "ciorbă de burtă", es una variante de "ciorbă de ciocănele" (sopa de manitas de cerdo), y es similar en preparación y manera de servir.
Existe una sopa similar en la gastronomía checa, la dršťková polévka.